# Andrej Chudyk
Andrej Pauławicz Chudyk (biał. Андрэй Паўлавіч Худык; ros. Андрей Павлович Худык, Andriej Pawłowicz Chudyk) (ur. 1959 w Ostrowczanach w Ukraińskiej SRR) – białoruski polityk pochodzenia ukraińskiego, przewodniczący komitetu wykonawczego Miasta Grodna, minister Zasobów Naturalnych i Ochrony Środowiska Białorusi.

## Życiorys
Urodził się w Ostrowczanach, w rejonie kamienieckim, na Ukrainie. Pracę rozpoczął w 1977 jako elektryk w cementowni w Kamieńcu Podolskim. W latach 1978–1980 odbył służbę w Armii Czerwonej, po czym osiadł w obwodzie grodzieńskim, gdzie pracował na różnych stanowiskach w przedsiębiorstwach rolnych. W 1987 ukończył studia na instytucie rolniczym w Leningradzie.
W latach 1988–1999 był przewodniczącym kołchozu im. Kirowa w rejonie iwiejskim. W 1999 został dyrektorem państwowego przedsiębiorstwa rolno-przemysłowego w Brasławiu. W 2001 objął stanowisko pierwszego zastępcy przewodniczącego i naczelnika wydziału rolnictwa i żywności wołkowyskiego rejonowego komitetu wykonawczego. W latach 2002–2004 przewodniczący rejonowego komitetu wykonawczego rejonu zdzięcielskiego. Od 2004 pełnił to samo stanowisko w rejonie lidzkim. Odbył wówczas studia na Rosyjskiej Akademii Gospodarki Narodowej i Administracji Publicznej przy Prezydencie Federacji Rosyjskiej, ukończone w 2006.
W latach 2011–2013 był wiceprzewodniczącym komitetu wykonawczego obwodu grodzieńskiego, a następnie do 2014 przewodniczącym komitetu wykonawczego Miasta Grodna.
W 2014 został zatrudniony w administracji prezydenta Białorusi. W 2017 prezydent Alaksandr Łukaszenka mianował go ministrem Zasobów Naturalnych i Ochrony Środowiska w rządzie Andrieja Kobiakowa. Po zmianie na fotelu premiera 18 sierpnia 2018, minister Chudyk zachował stanowisko w nowym rządzie Siarhieja Rumasa. Po kolejnej zmianie na stanowisku premiera w czerwcu 2020, utrzymał stanowisko w nowym rządzie Ramana Hałouczenki. Zdymisjonowany 22 kwietnia 2024.